# Alexteroon obstetricans
Alexteroon obstetricans là một loài ếch thuộc họ Hyperoliidae.
Loài này có ở Cameroon, Guinea Xích Đạo, Gabon, và có thể cả Cộng hòa Congo.
Môi trường sống tự nhiên của chúng là rừng ẩm vùng đất thấp nhiệt đới hoặc cận nhiệt đới và sông ngòi.
Chúng hiện đang bị đe dọa vì mất môi trường sống.